# Six Nations 2006
Six Nations 2006 war die siebte Ausgabe des jährlichen Rugby-Union-Turniers Six Nations. An fünf Wochenenden vom 4. Februar bis zum 18. März 2006 fanden 15 Spiele statt. Turniersieger wurde Frankreich dank des besseren Punkteverhältnisses, während Irland mit Siegen gegen alle britischen Mannschaften die Triple Crown schaffte.

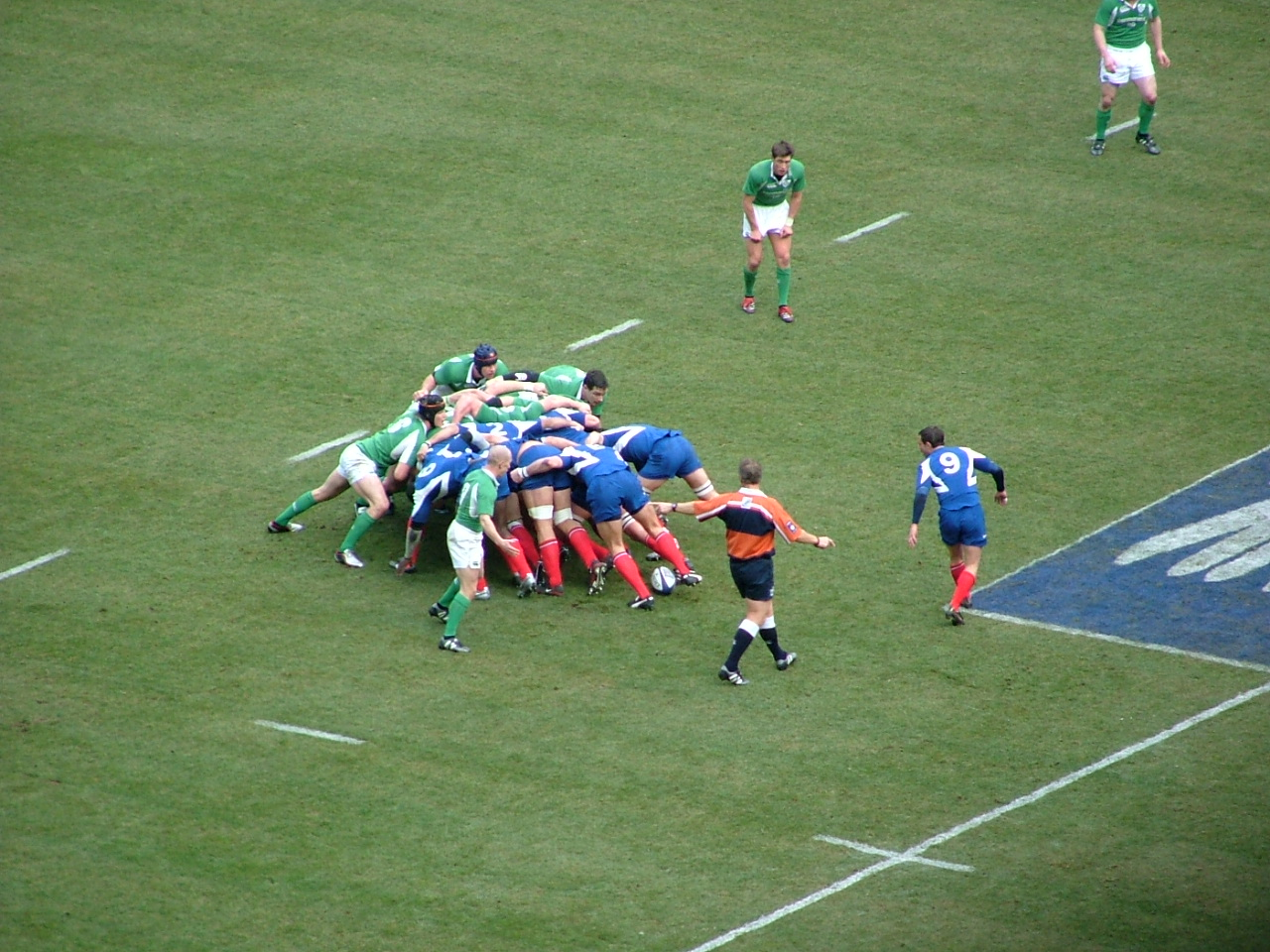
Spielszene aus der Begegnung zwischen Frankreich gegen Irland am 11. Februar 2006

## Teilnehmer
| Land       | Stadion             | Stadt       | Trainer          | Kapitän                      |
| ---------- | ------------------- | ----------- | ---------------- | ---------------------------- |
| England    | Twickenham Stadium  | London      | Andy Robinson    | Martin Corry                 |
| Frankreich | Stade de France     | Saint-Denis | Bernard Laporte  | Fabien Pelous                |
| Irland     | Lansdowne Road      | Dublin      | Eddie O’Sullivan | Brian O’Driscoll             |
| Italien    | Stadio Flaminio     | Rom         | Pierre Berbizier | Marco Bortolami              |
| Schottland | Murrayfield Stadium | Edinburgh   | Frank Hadden     | Jason White                  |
| Wales      | Millennium Stadium  | Cardiff     | Mike Ruddock     | Gareth Thomas / Michael Owen |

## Tabelle
|    | Land       | Spiele | Siege | Unent. | Ndlg. | Spiel- punkte | Diff. | Tabellen- punkte |
| -- | ---------- | ------ | ----- | ------ | ----- | ------------- | ----- | ---------------- |
| 1. | Frankreich | 5      | 4     | 0      | 1     | 148:85        | + 63  | 8                |
| 2. | Irland     | 5      | 4     | 0      | 1     | 131:97        | + 34  | 8                |
| 3. | Schottland | 5      | 3     | 0      | 2     | 78:81         | − 3   | 6                |
| 4. | England    | 5      | 2     | 0      | 3     | 120:106       | + 14  | 4                |
| 5. | Wales      | 5      | 1     | 1      | 3     | 80:135        | − 55  | 3                |
| 6. | Italien    | 5      | 0     | 1      | 4     | 72:125        | − 53  | 1                |

## Ergebnisse

### Erste Runde
| 4. Februar 2006 14:30 MEZ | Irland | 26 : 16         | Italien                                                                         | Lansdowne Road, Dublin Zuschauer: 49.500 Schiedsrichter: Dave Pearson (England) |
| 4. Februar 2006 14:30 MEZ | Versuche: Flannery 26. erh. Bowe 48. erh. Erhöhungen: O’Gara (2) Straftritte: O’Gara (4) 40., 60., 70., 80. | (10:10) Bericht | Versuche: Bergamasco 30. erh. Erhöhungen: Pez (1) Straftritte: Pez (2) 13., 64. | Lansdowne Road, Dublin Zuschauer: 49.500 Schiedsrichter: Dave Pearson (England) |

| 4. Februar 2006 16:30 MEZ | England | 47 : 13         | Wales                                                                                      | Twickenham Stadium, London Zuschauer: 81.000 Schiedsrichter: Paul Honiss (Neuseeland) |
| 4. Februar 2006 16:30 MEZ | Versuche: Cueto 15. erh. Moody 31. n.erh. Tindall 65. n.erh. Dallaglio 75. erh. Dawson 78. erh. Voyce 80. erh. Erhöhungen: Hodgson (2) Goode (2) Straftritte: Hodgson (3) 28., 45., 55. | (15:10) Bericht | Versuche: M. Williams 35. erh. Erhöhungen: S. Jones (1) Straftritte: S. Jones (2) 21., 53. | Twickenham Stadium, London Zuschauer: 81.000 Schiedsrichter: Paul Honiss (Neuseeland) |

| 5. Februar 2006 16:00 MEZ | Schottland                                                                                      | 20 : 16        | Frankreich                                                                         | Murrayfield Stadium, Edinburgh Zuschauer: 66.028 Schiedsrichter: Jonathan Kaplan (Südafrika) |
| 5. Februar 2006 16:00 MEZ | Versuche: Lamont 11. erh., 46. erh. Erhöhungen: Paterson (2) Straftritte: Paterson (2) 22., 33. | (13:3) Bericht | Versuche: Bonnaire 50. n.erh. Bruno 80. n.erh. Straftritte: Élissalde (2) 40., 62. | Murrayfield Stadium, Edinburgh Zuschauer: 66.028 Schiedsrichter: Jonathan Kaplan (Südafrika) |

### Zweite Runde
| 11. Februar 2006 13:30 MEZ | Frankreich | 43 : 31        | Irland | Stade de France, Saint-Denis Zuschauer: 80.000 Schiedsrichter: Paul Honiss (Neuseeland) |
| 11. Februar 2006 13:30 MEZ | Versuche: Rougerie 5. n.erh. Magne 8. erh. Marty 18. erh., 58. erh. Heymans 37. erh., 45. erh. Erhöhungen: Élissalde (5) Straftritte: Élissalde (1) 32. | (29:3) Bericht | Versuche: O’Gara 59. erh. D’Arcy 63. erh. O’Callaghan 71. erh. Trimble 74. erh. Erhöhungen: O’Gara (4) Straftritte: O’Gara (1) 30. | Stade de France, Saint-Denis Zuschauer: 80.000 Schiedsrichter: Paul Honiss (Neuseeland) |

| 11. Februar 2006 16:00 MEZ | Italien                                                                                                | 16 : 31       | England | Stadio Flaminio, Rom Zuschauer: 24.973 Schiedsrichter: Kelvin Deaker (Neuseeland) |
| 11. Februar 2006 16:00 MEZ | Versuche: Bergamasco 80. erh. Erhöhungen: Pez (1) Straftritte: Pez (1) 37. Dropgoals: Pez (2) 40., 42. | (6:7) Bericht | Versuche: Tindall 30. erh. Hodgson 57. erh. Cueto 70. erh. Simpson-Daniel 80. erh. Erhöhungen: Hodgson (4) Straftritte: Hodgson (1) 51. | Stadio Flaminio, Rom Zuschauer: 24.973 Schiedsrichter: Kelvin Deaker (Neuseeland) |

| 12. Februar 2006 16:00 MEZ | Wales                                                                                           | 28 : 18        | Schottland                                                                                                 | Millennium Stadium, Cardiff Zuschauer: 73.340 Schiedsrichter: Steve Walsh (Neuseeland) |
| 12. Februar 2006 16:00 MEZ | Versuche: Strafversuch 7. erh. G. Thomas 35. erh., 64. erh. Sidoli 54. Erhöhungen: S. Jones (4) | (14:6) Bericht | Versuche: Southwell 80. erh. Paterson 80. erh. Erhöhungen: Paterson (1) Straftritte: Paterson (2) 19., 39. | Millennium Stadium, Cardiff Zuschauer: 73.340 Schiedsrichter: Steve Walsh (Neuseeland) |

### Dritte Runde
| 25. Februar 2006 14:00 MEZ | Frankreich | 37 : 12        | Italien                                                   | Stade de France, Saint-Denis Zuschauer: 73.978 Schiedsrichter: Tony Spreadbury (England) |
| 25. Februar 2006 14:00 MEZ | Versuche: Lièvremont 31. n.erh. Nyanga 59. n.erh. de Villiers 72. erh. Rougerie 80. erh. Michalak 80. erh. Erhöhungen: Yachvili (3) Straftritte: Élissalde (1) 5. Yachvili (1) 47. | (8:12) Bericht | Straftritte: Pez (3) 10., 20., 28. Dropgoals: Pez (1) 38. | Stade de France, Saint-Denis Zuschauer: 73.978 Schiedsrichter: Tony Spreadbury (England) |

| 25. Februar 2006 18:30 MEZ | Schottland                                                                | 18 : 12       | England                                   | Murrayfield Stadium, Edinburgh Zuschauer: 67.500 Schiedsrichter: Alan Lewis (Irland) |
| 25. Februar 2006 18:30 MEZ | Straftritte: Paterson (5) 3., 43., 48., 75., 80. Dropgoals: Parks (1) 58. | (3:3) Bericht | Erhöhungen: Hodgson (4) 8., 41., 64., 78. | Murrayfield Stadium, Edinburgh Zuschauer: 67.500 Schiedsrichter: Alan Lewis (Irland) |

| 26. Februar 2006 16:00 MEZ | Irland | 31 : 5         | Wales                        | Lansdowne Road, Dublin Zuschauer: 50.000 Schiedsrichter: Jonathan Kaplan (Südafrika) |
| 26. Februar 2006 16:00 MEZ | Versuche: Wallace 29. n.erh. Horgan 44. erh. Stringer 80. erh. Erhöhungen: O’Gara (2) Straftritte: O’Gara (4) 18., 40, 48., 59. | (11:5) Bericht | Versuche: M. Jones 9. n.erh. | Lansdowne Road, Dublin Zuschauer: 50.000 Schiedsrichter: Jonathan Kaplan (Südafrika) |

### Vierte Runde
| 11. März 2006 14:30 MEZ | Wales | 18 : 18         | Italien                                                                                         | Millennium Stadium, Cardiff Zuschauer: 74.000 Schiedsrichter: Joël Jutge (Frankreich) |
| 11. März 2006 14:30 MEZ | Versuche: M. Jones 12. n.erh. S. Jones 29. erh. Erhöhungen: S. Jones (1) Straftritte: S. Jones (2) 4., 63. | (15:15) Bericht | Versuche: Galon 17. n.erh. Canavosio 40. erh. Erhöhungen: Pez (1) Straftritte: Pez (2) 40., 47. | Millennium Stadium, Cardiff Zuschauer: 74.000 Schiedsrichter: Joël Jutge (Frankreich) |

| 11. März 2006 16:30 MEZ | Irland                                         | 15 : 9         | Schottland                              | Lansdowne Road, Dublin Zuschauer: 50.000 Schiedsrichter: Stuart Dickinson (Australien) |
| 11. März 2006 16:30 MEZ | Straftritte: O’Gara (5) 3., 10., 24., 38., 58. | (12:9) Bericht | Straftritte: Paterson (3) 11., 17., 28. | Lansdowne Road, Dublin Zuschauer: 50.000 Schiedsrichter: Stuart Dickinson (Australien) |

| 12. März 2006 15:00 MEZ | Frankreich | 31 : 6         | England                                    | Stade de France, Saint-Denis Zuschauer: 80.000 Schiedsrichter: Alain Rolland (Irland) |
| 12. März 2006 15:00 MEZ | Versuche: Fritz 1. erh. Traille 70. n.erh. Dominici 80. erh. Erhöhungen: Yachvili (2) Straftritte: Yachvili (4) 7., 11., 34., 77. | (16:3) Bericht | Straftritte: Hodgson (1) 40. Goode (1) 43. | Stade de France, Saint-Denis Zuschauer: 80.000 Schiedsrichter: Alain Rolland (Irland) |

### Fünfte Runde
| 18. März 2006 13:30 MEZ | Italien                                                                   | 10 : 13        | Schottland                                                                                                 | Stadio Flaminio, Rom Zuschauer: 24.062 Schiedsrichter: Alain Rolland (Irland) |
| 18. März 2006 13:30 MEZ | Versuche: Bergamasco 7. erh. Erhöhungen: Pez (1) Straftritte: Pez (1) 58. | (7:10) Bericht | Versuche: Paterson 13. erh. Erhöhungen: Paterson (1) Straftritte: Paterson (1) 78. Dropgoals: Ross (1) 40. | Stadio Flaminio, Rom Zuschauer: 24.062 Schiedsrichter: Alain Rolland (Irland) |

| 18. März 2006 16:30 MEZ | Wales                                                                                                 | 16 : 21        | Frankreich | Millennium Stadium, Cardiff Zuschauer: 74.500 Schiedsrichter: Chris White (England) |
| 18. März 2006 16:30 MEZ | Versuche: Luscombe 34. erh. Erhöhungen: S. Jones (1) Straftritte: S. Jones (2) 5., 27. Henson (1) 60. | (13:6) Bericht | Versuche: Szarzewski 50. n.erh. Fritz 80. erh. Erhöhungen: Élissalde (1) Straftritte: Yachvili (2) 12., 40. Dropgoals: Élissalde (1) 80. | Millennium Stadium, Cardiff Zuschauer: 74.500 Schiedsrichter: Chris White (England) |

| 18. März 2006 18:30 MEZ | England | 24 : 28        | Irland | Twickenham Stadium, London Zuschauer: 81.986 Schiedsrichter: Nigel Whitehouse (Wales) |
| 18. März 2006 18:30 MEZ | Versuche: Noon 2. n.erh. Borthwick 52. erh. Erhöhungen: Goode (1) Straftritte: Goode (4) 38., 44., 69., 75. | (8:11) Bericht | Versuche: Horgan 8. n.erh., 79. erh. Leamy 59. erh. Erhöhungen: O’Gara (2) Straftritte: O’Gara (3) 17., 37., 43. | Twickenham Stadium, London Zuschauer: 81.986 Schiedsrichter: Nigel Whitehouse (Wales) |

## Statistik

### Meiste erzielte Versuche
|    | Name             | Versuche |
| -- | ---------------- | -------- |
| 1. | Mirco Bergamasco | 3        |
| 1. | Shane Horgan     | 3        |
| 3. | Gareth Thomas    | 2        |

### Meiste erzielte Punkte
|    | Name            | Punkte |
| -- | --------------- | ------ |
| 1. | Ronan O’Gara    | 76     |
| 2. | Chris Paterson  | 57     |
| 3  | Charlie Hodgson | 44     |
| 3  | Ramiro Pez      | 44     |